# Lingue malaiche
Le lingue malaiche (o malayic) sono un insieme di lingue appartenenti alla famiglia linguistica austronesiana, ramo maleo-polinesiaco. Esse includono la lingua malese, lingua nazionale in Malaysia, Indonesia e Brunei; la lingua minangkabau parlata nel centro di Sumatra e la lingua iban del Borneo settentrionale.
Si ritiene che la patria delle lingue Malaiche sia da collocare nel Borneo occidentale, dove ancora si parla l'Iban. Il ramo malese, rappresenterebbe una derivazione secondaria, probabilmente dal centro di Sumatra o dal Borneo.
Per parecchio tempo, c'è stata confusione sulla collocazione delle lingue denominate Dayak, in quanto c'era chi le apparentava con le Malaiche e chi no.

## Classificazioni
Ethnoloue.com (16ª ed.) ha classificato il gruppo di lingue Malayic secondo il seguente albero:
(tra parentesi il numero di lingue che compongono i singoli gruppi)
- Austronesiano (1257)
  - Lingue maleo-polinesiache (1237)
    - Lingue maleo-sumbawan (71)
      - Lingue maleo-sumbawan nord-orientali (67)
        - Lingue Malayiche (53)
          - Lingue iban (6)
          - Lingue kendayan (2)
          - Lingue malay (45)

Adelaar (1993) ha classificato le lingue Malayic nel seguente modo.
- Proto-Malayiche
  - Lingua iban
  - (ramo principale)
    - Standard Malay
    - Lingua minangkabau
    - Middle Malay
    - Lingua banjar
    - Lingua Jakartanese
    - Altri

Nothofer (1988), invece dava la seguente classificazione per il ramo Malayico:
- Proto-Malayic
  - Rejang
  - Embaloh
  - Salako
  - Iban-Malayan
    - Lingua iban
    - Lingue malayan

Anche se la Lingua banjar, parlata da circa 6.000.000 di persone, sia comunemente considerata la "lingua malese" un'analisi del 2008 da parte dell'Austronesian Basic Vocabulary Database non è riuscita a dimostrare che appartenga alle lingue Malayic. Gli studi sono riusciti solo a determinare, con un grado di certezza dell'80%, che il Banjar è più vicino alle lingue Malay ed Iban che alle altre del gruppo Maleo-Sumbawan.
Alcune delle lingue Iban sono spesso collocati in posizione separata all'interno del Malayic.

## Ricostruzione del Proto-Malayic

### Fonologia
Il Proto-Malayic aveva un totale di 19 consonanti e 4 vocali(Adelaar 1992:102).
|                      |               | Bilabiali | Alveolari | Palatale | Velare | Glottale |
| -------------------- | ------------- | --------- | --------- | -------- | ------ | -------- |
| Consonante occlusiva | Sorda         | p         | t         | c        | k      | ʔ        |
| Consonante occlusiva | Sonora        | b         | d         | ɟ        | ɡ      |          |
| Nasale               | Nasale        | m         | n         | ɲ        | ŋ      |          |
| Fricativa            | Fricativa     |           | s         |          |        | h        |
| Liquida              | Liquida       |           | l         |          | ʀ      |          |
| Approssimante        | Approssimante | w         |           | y        |        |          |

| Height        | Height        | Vocale anteriore | Vocale anteriore | Vocale centrale | Vocale centrale | Vocale posteriore | Vocale posteriore |
| ------------- | ------------- | ---------------- | ---------------- | --------------- | --------------- | ----------------- | ----------------- |
| Vocale chiusa | Vocale chiusa | i /i/            | i /i/            |                 |                 | u /u/             | u /u/             |
| Vocale media  | Vocale media  |                  |                  | ə /ə/           | ə /ə/           |                   |                   |
| Vocale aperta | Vocale aperta |                  |                  | a /a/           | a /a/           |                   |                   |

C'erano 2 dittonghi:
- *-ay
- *-aw

### Morfologia
Le sillabe del Proto-Malayic hanno la seguente struttura sillabica (Adelaar 1992:102):
- [C V (N)] [C V (N)] [C V (N)] C V C »

Note: C = consonante, V = vocale, N = nasale